# 博氏槳鰭麗魚
博氏槳鰭麗魚，為輻鰭魚綱鱸形目隆頭魚亞目慈鯛科的其中一種，分布於非洲馬拉威湖流域，體長可達14公分，棲息在岩石底質水域，成群活動，以浮游生物等為食，可作為觀賞魚。